# Cementerio de Rock Creek
El Cementerio de Rock Creek es un camposanto de 350.000 metros cuadrados de área ubicado entre las calles Rock Creek Church y Webster en el vecindario de Petworth da la ciudad de Washington D. C. (Estados Unidos). El 12 de agosto de 1977, el cementerio de Rock Creek y la iglesia adyacente fueron incluidos en el Registro Nacional de Lugares Históricos como Iglesia y Cementerio de Rock Creek. El cementerio fue establecido en 1719 en la colonia británica de la Provincia de Maryland, como el patio de la Iglesia Episcopal de San Pablo. Más adelante la construcción se expandió, sirviendo como cementerio a la ciudad de Washington. El área del cementerio contiene notables mausoleos y esculturas, destacándose el memorial Adams, una escultura de bronce creada por Augustus Saint-Gaudens y Stanford White. Se encuentra ubicada en el Monumento conmemorativo Adams, dedicado a Henry Adams y su esposa.

## Escultores
- Gutzon Borglum, Monumento conmemorativo Rabboni-Ffoulke, 1909
- James Earle Fraser, Monumento Frederick Keep, 1920
- Laura Gardin Fraser, Monumento conmemorativo Hitt, 1931
- William Ordway Partridge, Monumento conmemorativo Kauffmann, 1897
- Brenda Putnam, Monumento conmemorativo Simon, 1917
- Vinnie Ream, Monumento Edwin B. Hay, 1906
- Augustus Saint-Gaudens, Monumento conmemorativo Adams, 1890
- Mary Washburn, Monumento conmemorativo Waite, 1908
- Adolph Alexander Weinman, Monumento conmemorativo Spencer, 1919

## Personalidades sepultadas en este cementerio

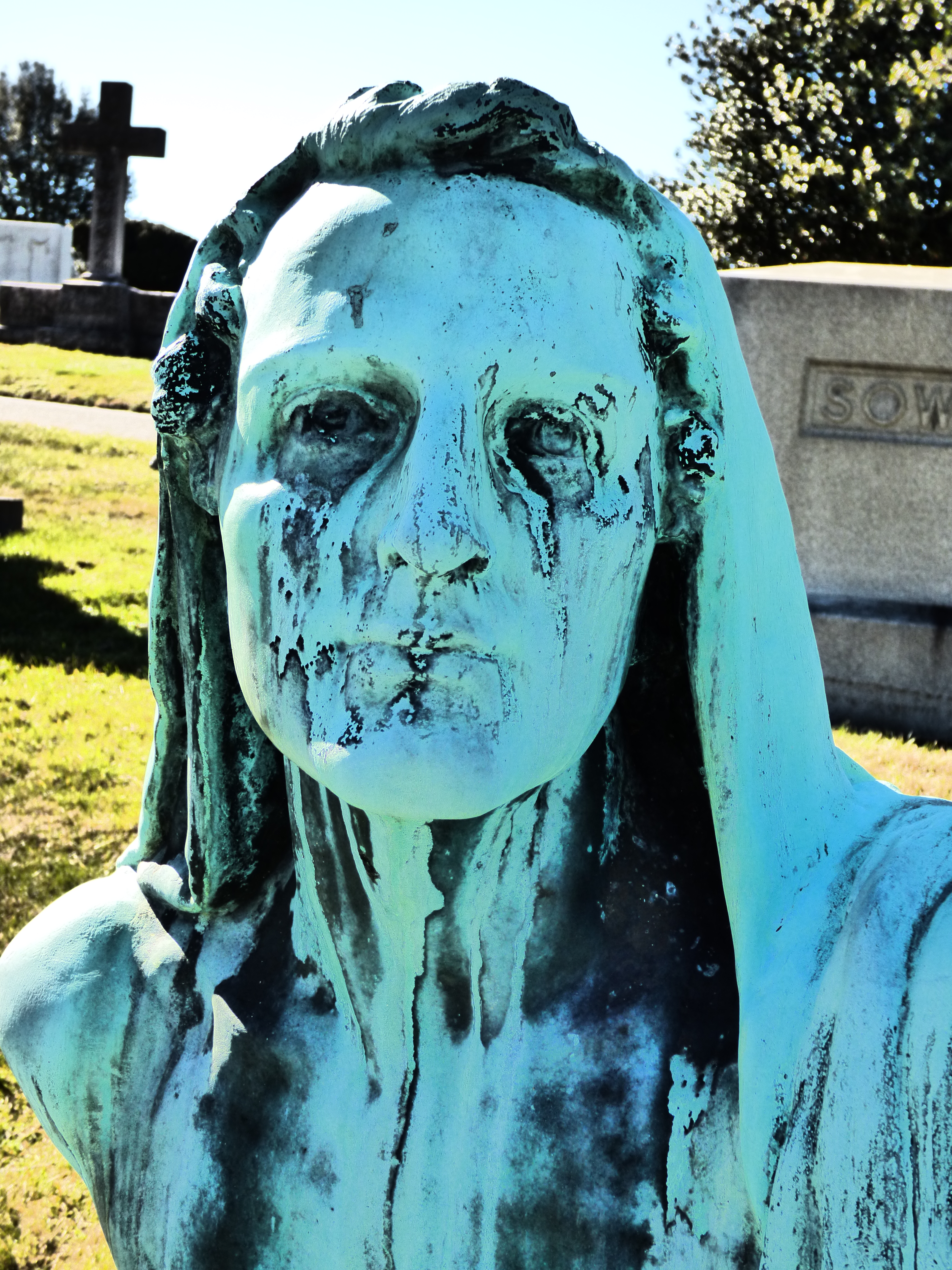
Escultura en el Cementerio Rock Creek.

- Charles Doolittle Walcott (1850–1927)
- Upton Sinclair (1878–1968)
- Cleveland Abbe (1838–1916)
- Henry Adams (1838–1918)
- Abraham Baldwin (1754–1807)
- Emile Berliner (1851–1929)
- Catherine Cate Coblentz (1897–1951)
- William Coblentz (1873–1962)
- Patricia Roberts Harris (1924–1985)
- Charles Francis Jenkins (1867–1934)
- Sergei Kourdakov (1951–1973)
- Frank Hatton (1846-1894)